# Leichtathletik-Weltmeisterschaften 2015/Teilnehmer (Iran)
| Gelbes Symbol für Goldmedaillen mit stilisierten Olympischen Ringen | Graues Symbol für Silbermedaillen mit stilisierten Olympischen Ringen | Braundes Symbol für Bronzemedaillen mit stilisierten Olympischen Ringen |
| ------------------------------------------------------------------- | --------------------------------------------------------------------- | ----------------------------------------------------------------------- |
| —                                                                   | —                                                                     | —                                                                       |

Der Leichtathletikverband der Islamischen Republik Iran (IRI) nominierte sechs Athleten für die Leichtathletik-Weltmeisterschaften 2015 in der chinesischen Hauptstadt Peking.

## Ergebnisse

### Männer

#### Laufdisziplinen
| Athlet                    | Disziplin | Vorlauf | Vorlauf | Halbfinale         | Halbfinale         | Finale             | Finale             |
| Athlet                    | Disziplin | Zeit    | Platz   | Zeit               | Platz              | Zeit               | Platz              |
| ------------------------- | --------- | ------- | ------- | ------------------ | ------------------ | ------------------ | ------------------ |
| Reza Ghasemi              | 100 m     | 10,25 s | 34      | nicht qualifiziert | nicht qualifiziert | nicht qualifiziert | nicht qualifiziert |
| Hassan Taftian            | 100 m     | 10,10 s | 18      | 10,20 s            | 20                 | nicht qualifiziert | nicht qualifiziert |
| Mohammad Hossein Abareghi | 200 m     | DNS     | DNS     | –––                | –––                | –––                | –––                |
| Mohammad Jaafar Moradi    | Marathon  |         |         |                    |                    | DNF                | DNF                |

#### Sprung/Wurf
| Athlet       | Disziplin  | Qualifikation | Qualifikation | Finale             | Finale             |
| Athlet       | Disziplin  | Weite/Höhe    | Platz         | Weite/Höhe         | Platz              |
| ------------ | ---------- | ------------- | ------------- | ------------------ | ------------------ |
| Ehsan Hadadi | Diskuswurf | 60,39 m       | 24            | nicht qualifiziert | nicht qualifiziert |

### Frauen

#### Sprung/Wurf
| Athletin     | Disziplin   | Qualifikation | Qualifikation | Finale             | Finale             |
| Athletin     | Disziplin   | Weite/Höhe    | Platz         | Weite/Höhe         | Platz              |
| ------------ | ----------- | ------------- | ------------- | ------------------ | ------------------ |
| Leila Rajabi | Kugelstoßen | 17,04 m       | 18            | nicht qualifiziert | nicht qualifiziert |